# Laurent Tailhade

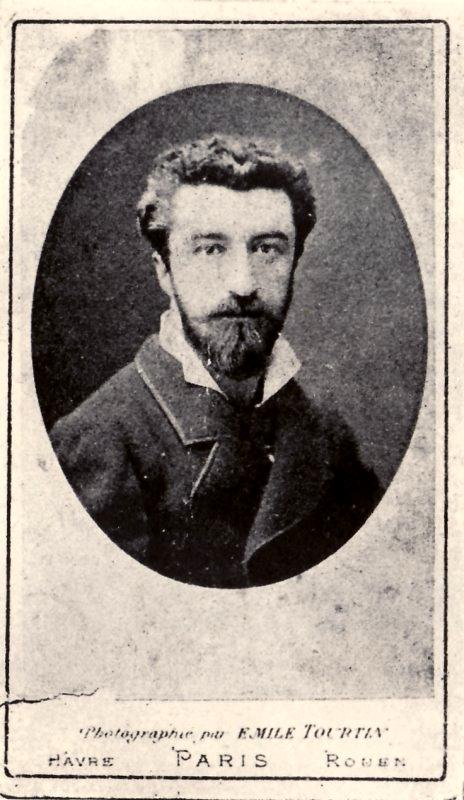
Laurent Tailhade um 1880

Laurent Tailhade (* 16. April 1854 in Tarbes; † 1. November 1919 in Combs-la-Ville) war ein französischer Dichter und anarchistischer Polemiker.

## Leben
Laurent Tailhade besuchte das Gymnasium in Pau und studierte Rechtswissenschaft in Toulouse. Dort hatte er mit ersten poetischen Versuchen Erfolg. Die Eltern zwangen ihn zur Verheiratung. Nach dem frühen Tod seiner Frau ging er nach Paris und veröffentlichte 1880 den formvollendeten Gedichtband Jardin des rêves (Garten der Träume, mit Vorwort von Théodore de Banville). Paul Verlaine, Jean Moréas und Albert Samain gehörten zu seinen Freunden. 1891 erregte er Aufsehen mit dem satirischen Gedichtband Au pays du mufle (Im Land der Flegel), Manifest seines Anarchismus und Antiklerikalismus.
1893 wurde er berühmt mit dem Ausspruch „Qu’importent les victimes si le geste est beau!“ (Was kümmern mich die Opfer angesichts einer so schönen Geste!), mit dem er ein anarchistisches Attentat kommentierte. Kurze Zeit später wurde er selbst Opfer eines Attentats und verlor dabei ein Auge, blieb aber seiner ästhetischen Interpretation terroristischer Akte treu. 1901 kam er wegen publizistischer Anstiftung zum Mord an Zar Nikolaus II. ins Gefängnis. 1902 hielt er als treuer Dreyfus-Anhänger die Grabrede auf Émile Zola. Durch die Morphiumbehandlung seiner Attentatsfolgen zum Süchtigen geworden, kehrte er zum katholischen Glauben seiner Mutter zurück und starb 1919 im Alter von 65 Jahren.
In Franconville (Val-d’Oise) ist eine Straße nach ihm benannt.

## Werke (Auswahl)

### Gesammelte Werke
- Oeuvres de Laurent Tailhade. 2 Bde.  Mercure de France, Paris 1923.
  - 1. Poèmes élégiaques
  - 2. Poèmes aristophanesques

### (Ausgaben seit 1969)
- Imbéciles et gredins. Hrsg.  Jean-Pierre Rioux. R. Laffont, Paris 1969. (Werkauswahl)
- (Übersetzer) Titus Petronius: Satyricon. 1941. Hrsg.  Françoise Desbordes.  Flammarion, Paris 1981, 1990.
- Poèmes aristophanesques. La Bartavelle, Charlieu 1993. (Vorwort von Luc Decaunes sowie Text von Rémy de Gourmont über Tailhade)
- Plaidoyer pour Dreyfus. Hrsg. Gilles Picq. Séguier, Paris 1994.
- La corne et l'épée. Éditions de Paris, Paris 1994 (Vorwort von Jacques Durand). Le Festin, Bordeaux 2011. (Vorwort von Stéphane Taurand, Nachwort von Gilles Picq)
- Les reflets de Paris 1918–1919. Ressouvenances, Coeuvres-&-Valsery 1997.
- Contre les dieux et quelques autres. Paris-Zanzibar, Paris 1997.
- La noire idole. Étude sur la morphinomanie. Mille et une nuits, Paris 1997. 2001 (Nachwort von Raymond Didier).
- Petit bréviaire de la gourmandise. Rumeur des âges, La Rochelle 2001. (ursprünglich 1914)
  - Le Grand Alque, Bécherel 2004.
- Discours civiques. Les anarchistes et la franc-maçonnerie. Ballades civiques.  Ressouvenances, Coeuvres-et-Valsery 2004. (ursprünglich 1902)
- Au pays du mufle. Hrsg. Fernand Kolney. Ressouvenances, Coeuvres-et-Valsery 2004. (Nachdruck der Ausgabe von 1929)
  - Hrsg. Gilles Picq. Cynthia 3000, Châlons-en-Champagne 2009.
  - Hrsg. Thierry Gillyboeuf.  La Différence, Paris 2014.
- Fête nationale et autres poètes. B. Grasset, Paris 2013. (Vorwort von Olivier Barrot)